# Versemblança
La versemblança és la qualitat d'un fet o enunciat de resultar creïble i coherent en el seu marc. S'usa especialment per designar allò que sembla veritat o lògic en el marc de la ficció, encara que el receptor sigui plenament conscient de la no existència d'allò que està percebent. El concepte va aparèixer per primer cop a la Poètica (Aristòtil) com a condició d'identificació del lector o oient amb la literatura. La versemblança ajuda a la suspensió de la incredulitat (concepte del formalisme rus) que permet entrar a un món imaginari i viure emocions amb l'art tot i ser evident que no hi ha res real i que els elements evocats desapareixeran quan s'acabi la història o l'obra.